# Odăile, Ilfov
Odăile (în trecut, și Odăile lui Brâncoveanu) este un sat ce aparține orașului Otopeni din județul Ilfov, Muntenia, România.